# راينهارد باومايستر
راينهارد باومايستر (بالألمانية: Reinhard Baumeister)‏ (و. 1833 – 1917 م) هو أستاذ جامعي، ومخطط حضري ألماني، ولد في هامبورغ، توفي في كارلسروه، عن عمر يناهز 84 عاماً.